# Basketbol'nij klub Kyïv
Il B.K. Kiev (in ucraino Баскетбольний клуб Київ?, Basketbol'nij klub Kiev), è stata una società cestistica, avente sede a Kiev, in Ucraina. Fondata nel 1999, giocava nel campionato ucraino.
Disputava le partite interne nel Meridian Sports Complex, che ha una capacità di 1.500 spettatori.

## Palmarès
- Campionato ucraino: 2

1999-2000, 2004-2005
- Coppa d'Ucraina: 1

2007